# Copa Mundial Femenina de Fútbol de ConIFA de 2024
La Copa Mundial Femenina de Fútbol de ConIFA de 2024 fue la segunda edición de la Copa Mundial Femenina organizada por ConIFA. Se jugó del 4 al 8 de junio de 2024 en Laponia.

## Equipos participantes
- País Sículo
- Laponia (anfitrión)
- Tamil Eelam

### Retiro
Después de ser anunciado inicialmente como participante,  Tíbet se retiró después de que el equipo no pudo obtener la visa para viajar a tiempo.

## Anfitrión
El torneo se jugó sobre el círculo polar ártico, en el norte de Noruega. La ciudad de Bodø fue seleccionada como Capital Europea de la Cultura en 2024 y, como parte de la celebración, la ciudad acogió la Copa Mundial ConIFA femenina de 2024.

### Estadio
La fase de grupos se jugó en Mørkvedlia idrettspark, a 15 minutos del centro de la ciudad. La zona está estrechamente conectada con la Universidad de Bodø. La final se jugó en el estadio del FK Bodø/Glimt, el Aspmyra Stadion.
| Mørkvedlia idrettspark | Aspmyra Stadion  |
| Capacidad: 1,500       | Capacidad: 8,270 |
| Mørkvedlia Idrettspark | Aspmyra_stadion  |

## Fase de grupos

### Clasificación
| Pos. | Equipo      | Pts. | PJ | G | E | P | GF | GC | Dif. | Clasificación 2024      |
| ---- | ----------- | ---- | -- | - | - | - | -- | -- | ---- | ----------------------- |
| 1    | Laponia     | 12   | 4  | 4 | 0 | 0 | 15 | 0  | +15  | Clasificados a la final |
| 2    | Tamil Eelam | 4    | 4  | 1 | 1 | 2 | 3  | 12 | −9   | Clasificados a la final |
| 3    | País Sículo | 1    | 4  | 0 | 1 | 3 | 2  | 8  | −6   |                         |

Actualizado a los partidos jugados el 6 de junio de 2024.
 Fuente: ConIFA 

### Fixture
| 4 de junio de 2024 | Tamil Eelam             | 2:2 (0:1) | País Sículo                       | Mørkvedlia idrettspark, Bodø |  |
| 14:00              | - S. Dilaxsika 46', 79' | Reporte   | - Krall Timea 44' - Kis Anita 50' |                              |  |

| 4 de junio de 2024 | Laponia                                 | 2:0 (0:0) | País Sículo | Mørkvedlia idrettspark, Bodø |  |
| 23:00              | - Wilma Ritzen 49' - Karoline Fosli 81' | Reporte   |             |                              |  |

| 5 de junio de 2024 | Laponia                                    | 2:0 (0:0) | Tamil Eelam | Mørkvedlia idrettspark, Bodø |  |
| 14:00              | - Wilma Ritzen 51' - Klara Norlemann 90+2' |           |             |                              |  |

| 5 de junio de 2024 | País Sículo | 0:1 (0:0) | Tamil Eelam       | Mørkvedlia idrettspark, Bodø |  |
| 23:00              |             |           | - S. Dayaniah 88' |                              |  |

| 6 de junio de 2024 | País Sículo | 0:3 (0:2) | Laponia                                                          | Mørkvedlia idrettspark, Bodø |  |
| 14:00              |             |           | - Eva-Alida Eliasson 1' - Hilda Sundqvist 10' - Ylva Johnsen 58' |                              |  |

| 6 de junio de 2024 | Tamil Eelam | 0:8 (0:7) | Laponia | Mørkvedlia idrettspark, Bodø |  |
| 23:00              |             |           | - Eva-Alida Eliasson 2', 37' - Jenny Marie Mannsverk 11' - Thea Nordkyn Nygard 16', 22' - Karoline Fosli 19', 34, 47 |                              |  |

## Final
| 8 de junio de 2024 | Laponia                                                      | 2:1     | Tamil Eelam      | Aspmyra Stadion, Bodø |  |
| 14:00              | Marja Haetta Holmestrand 71' (pen.) · Eva-Alida Eliasson 86' | Reporte | S. Dilaxsika 13' |                       |  |

## Campeón
| Copa Mundial Femenina de Fútbol de ConIFA 2024 |
| ---------------------------------------------- |
| Bandera de Laponia                             |
| Laponia 2º Título                              |

## Goleadoras
| Jugador             | Selección   | Goles |
| ------------------- | ----------- | ----- |
| Karoline Fosli      | Laponia     | 4     |
| Eva-Alida Eliasson  | Laponia     | 4     |
| S. Dilaxsika        | Tamil Eelam | 3     |
| Wilma Ritzen        | Laponia     | 2     |
| Thea Nordkyn Nygard | Laponia     | 2     |